# Seewald
Seewald è un comune tedesco di 2 392 abitanti, situato nel land del Baden-Württemberg.